# Bernard Werber
Bernard Werber (ur. 18 września 1961 w Tuluzie) – francuski pisarz science fiction najbardziej znany z trylogii Mrówki.

## Życiorys
Werber urodził się w Tuluzie w żydowskiej rodzinie 18 września 1961 roku. W wieku 14 lat pisał już opowiadania dla fanzinu. Później studiował kryminologię w Instytucie Kryminologii w Tuluzie oraz dziennikarstwo w Wyższej Szkole Dziennikarstwa w Paryżu. Po ukończeniu studiów został dziennikarzem naukowym. Przez 10 lat współpracował z tygodnikiem społeczno-politycznym Le Nouvel Observateur oraz magazynem Eurêka wydawanym przez muzeum nauki Cité des Sciences et de l’Industrie w Paryżu. Przez ten okres rozwinął zainteresowanie nauką, które później połączył ze swoimi ulubionymi tematami: mrówkami (trylogia Mrówki), śmiercią (cykl Tanatonauci) oraz początkami gatunku ludzkiego (Le Père de nos pères).

## Styl pisania
Jego styl pisania jest połączeniem różnych gatunków literackich m.in. sagi przygodowej, fantastyki międzywojennej, kryminału oraz powiastki filozoficznej.
W większości swoich powieści, Bernard Werber używa tej samej formy konstrukcji wykorzystując połączenie tradycyjnej prozy z artykułami mającymi formę encyklopedii (Encyklopedia wiedzy względnej i absolutnej), które definiują lub rozszerzają obecne w głównym tekście idee.
Zdarzają się również powiązania pomiędzy jego powieściami. Często jego powieści łączą wspólni bohaterowie. Przykładowo postać Edmunda Wellsa znaleźć można zarówno w trylogii Mrówki (Les Fourmis), jak i w powieści Imperium Aniołów (L'Empire des Anges, 2000). Werber powraca również do niektórych tematów: jak np. L’Arbre des Possibles (pol. Drzewo Możliwości) Izydora Katzenberga lub swoich wcześniejszych pomysłów: jak w przypadku powieści Szkoła bogów, która rozwijała pomysły po raz pierwszy zaprezentowane w opowiadaniu L’École des jeunes dieux.
W swoich książkach Werber szeroko wykorzystuje symbolikę. Zwierzęta takie jak np. delfiny, szczury oraz mrówki są przedstawiane jako zwierzęta inteligentne. Werber powraca też często do symboliki cyfr, które w zależności od sposobu, w jaki są wyjaśniane odzwierciedlają „stan ewolucji duszy”.
Żaden z jego utworów nie stara się udowadniać lub wspierać konkretnej teorii naukowej, próbuje raczej prezentować różne mało znane odkrycia naukowe ogółowi społeczeństwa.

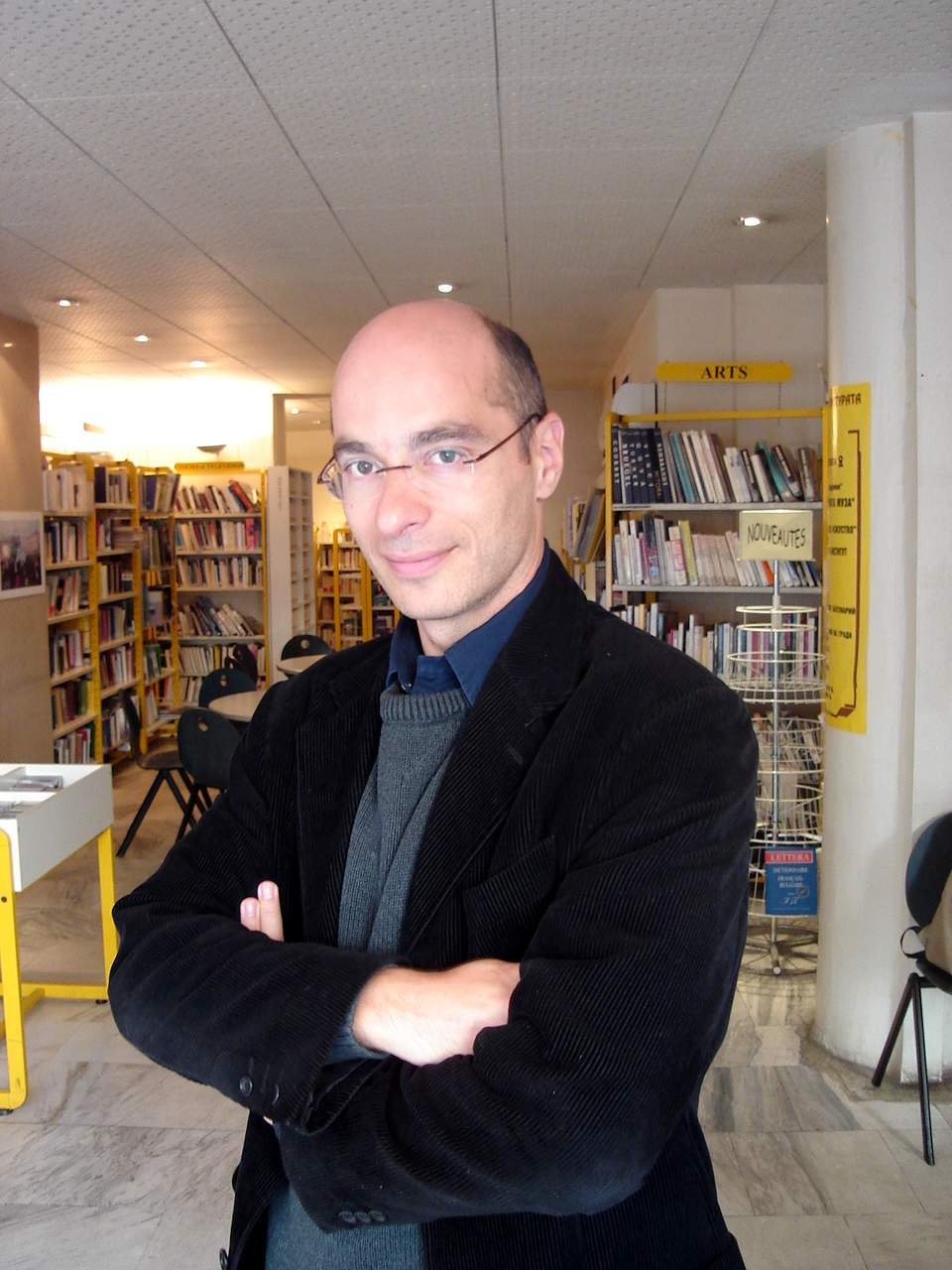
Bernard Werber w Instytucie Francuskim w Sofii, Bułgaria.

## Działalność Werbera
Po wydaniu w 2002 roku zbioru opowiadań L’Arbre des Possibles (pol. Drzewo Możliwości) Werber zainicjował powstanie strony internetowej o tej samej nazwie – projektu futurologicznego wywodzącego się z pomysłu Werbera: by narysować drzewo możliwych przyszłości czekających ludzkość.
Bernard Werber jest również członkiem honorowym organizacji INREES (L’Institut de Recherche sur les Expériences Extraordinaires, pol. Instytut Badań nad Doświadczeniami Nadzwyczajnymi), która istnieje by promować wiedzę o nadzwyczajnych lub niezwykłych ludzkich doświadczeniach pośród pacjentów służby zdrowia.
To podejście Werbera odzwierciedlone jest m.in. w jego powieściach takich jak: Tanatonauci oraz Imperium Aniołów, które proponują uduchowioną wersję doświadczenia śmierci oraz życia po śmierci, w powieści Le Mystère des Dieux, która opisuje pewnego rodzaju naukową mitologię (od dusz do bogów poprzez anioły), czy nawet w sztuce teatralnej Nos Amis les humains, która opowiada o uprowadzeniach przez kosmitów.

## Scena i duży ekran
Werber zajmuje się również filmem i teatrem. W 2000 roku Werber współwyreżyserował krótkometrażowy film La reine de nacre a w 2003 napisał sztukę teatralną Nos amis les humains. Z kolei w 2006 roku podjął się reżyserii pełnometrażowego filmu Nos amis les Terriens, który został wyprodukowany przez Claude’a Leloucha.

### Cykle

#### TrylogiaMrówki
- Imperium mrówek (Les Fourmis, 1991)
- Dzień mrówek (Le Jour des Fourmis, 1992)
- Rewolucja mrówek (La Révolution des Fourmis, 1996)

#### CyklTanatonauci
- Tanatonauci (Les Thanatonautes, 1994)
- Imperium Aniołów (L'Empire des Anges, 2000)

#### TrylogiaSzkoła bogów
- Szkoła bogów (Nous les Dieux, 2004)
- Oddech bogów (Le Souffle des Dieux, 2005)
- Tajemnica bogów (Le Mystère des Dieux, 2007)

#### TrylogiaLukrecja i Izydor
- Le Père de nos pères (1998)
- Ścisła tajemnica (L'Ultime secret, 2001)
- Le Rire du cyclope (2010)

#### CyklTrzecia ludzkość
- Trzecia ludzkość (Troisième humanité, 2012)
- Mikroludzie (Les micro-humains, 2013)
- Głos Ziemi (La Voix de la Terre 2014)

### Pozostałe powieści
- Gwiezdny Motyl (Le papillon des étoiles, 2006)
- Le miroir de Cassandre (2009)
- Proroctwo pszczół (La prophétie des abeilles), tłum. Marta Turnau, Wydawnictwo Sonia Draga 2023, ISBN 978-83-8230-620-0

### Inne
- L'Encyclopédie du savoir relatif et absolu (1993)
- Księga podróży (Le Livre du Voyage, 1997)
- Le Livre secret des Fourmis (2002)
- Nos amis, les humains (2003)
- Nouvelle Encyclopédie du savoir relatif et absolu (2009)
- Voyage au cœur du vivant (2011)

### Zbiory opowiadań
- L’Arbre des Possibles (2002)
- Paradis sur mesure (2008)

### Scenariusze do komiksów
- Les Fourmis (1994)
- Exit
  - Exit Tome 1 (1999)
  - Le Deuxième Cercle (2000)
  - Jusqu'au dernier souffle (2002)
- Les Enfants d'Ève
  - Genèse (2005)
- Les Thanatonautes
  - Le Temps des bricoleurs (2011)

## Adaptacje

### Film
- La reine de nacre (2000) (film krótkometrażowy)
- Les Humains (2003) (film krótkometrażowy)
- Nos amis les Terriens (2006)

### Teatr
- Nos amis les humains (2003)
- Bienvenue au paradis (2011)